# Brette-les-Pins
 Brette-les-Pins  es una población y comuna francesa, situada en la región de Países del Loira, departamento de Sarthe, en el distrito de Le Mans y cantón de Écommoy.

## Demografía
| 974 | 1176 | 1337 | 1352 | 1385 | 1491 |
| Para los censos de 1962 a 1999 la población legal corresponde a la población sin duplicidades (Fuente: INSEE [Consultar]) |      |      |      |      |      |